# Bangka-szigeti lajhármaki
A Bangka-szigeti lajhármaki (Nycticebus bancanus) a főemlősök (Primates) rendjébe, azon belül a lajhármakifélék (Loridae) családjába tartozó Nycticebus nemének egyik faja.

## Elterjedése
Az Indonéziához tartozó Bangka-sziget területén honos. Erdők lakója.

## Természetvédelmi státusz
Az IUCN vörös listáján súlyosan veszélyeztetett fajként szerepel. A fajt 1937-óta nem észlelték a vadonban.